# Engativá
Engativá es la localidad número 10 del Distrito Capital de Bogotá, Se encuentra ubicada en el noroccidente de la ciudad. Fue un antiguo municipio del departamento de Cundinamarca, cuyo origen se remonta a la época precolombina. Tiene una población de 878.430 habitantes.

## Toponimia
Vocablo con origen muisca, Enga es una deformación del término En mague que se refiere a lo ameno, y Tivá es la deformación de Tyba que significa señor u hombre maduro, generalmente refiriéndose al jefe de un zibyn. La traducción al español vendría a ser «Señor de lo Ameno». También se conoce como «La Puerta del Sol».

## Geografía física

### Ubicación y límites
La localidad se encuentra ubicada en el sector noroccidente de Bogotá. Limita con las siguientes entidades territoriales:
| Noroeste: Cota (Vereda Siberia-Puente de Guadua) Funza (Vereda La Florida Río Bogotá ) | Norte: Localidad de Suba (UPZ Tibabuyes Lisboa al noroccidente y El Rincón humedal Tibabuyes)                   | Nordeste: Localidad de Suba (UPZ La Floresta)                                                  |
| Oeste: Localidad de Fontibón (UPZ Aeropuerto El Dorado, Carrera 96)                    | | Este: Localidad de Barrios Unidos (UPZ Los Andes, Doce de Octubre y Parque Salitre Avenida 68) |
| Suroeste: Localidad de Fontibón (UPZ Capellanía y Modelia Avenida El Dorado)           | Sur: Localidades de Fontibón (UPZ Salitre Occidental) y de Teusaquillo (UPZ Salitre Oriental Avenida El Dorado) | Sureste: Localidad de Teusaquillo (UPZ Parque Simón Bolívar Avenida 68)                        |

### Extensión
La localidad tiene una extensión de 3.588,10 hectáreas, representando el 2,19% del área del Distrito Capital. Se divide en los siguientes tipos de suelo:
| Tipo de suelo    | Área (ha) | Proporción |
| ---------------- | --------- | ---------- |
| Urbano           | 3.398,08  | 94,70%     |
| Expansión urbana | 29,60     | 0,82%      |
| Rural            | 160,42    | 4,48%      |
| Total            | 3.588,10  | 100,00%    |

El suelo rural de la localidad se compone de la ronda del Río Bogotá, el cual también está sujeto a protección.

### Topografía
Engativá se ubica en una zona relativamente plana de la sabana de Bogotá. Los suelos están compuestos principalmente por depósitos sedimentarios finos, arcillas grises, arena fina y ceniza volcánica. Hacen parte de la Formación Sabana (Q1sa) del cuaternario.
El sector del Cortijo antaño fue utilizado como vertedero para disponer de la basura de la capital, fue clausurado en el año 1985.

### Hidrología
La localidad cuenta con abundantes cuerpos de agua, y antaño estaba mayormente cubierta por humedales, lagunas, arroyos y quebradas. Sin embargo, gran parte fueron secados o rellenados para propósitos de urbanización.

#### Ríos
El río Bogotá es la principal corriente de agua de la localidad, que discurre por el límite occidental de la misma. Nace en el páramo de Guacheneque a 82 km de distancia y sirve de límite con el departamento de Cundinamarca. El río presenta altos niveles de contaminación, ya que sus tributarios reciben las aguas servidas del norte de Bogotá. Es navegable con embarcaciones pequeñas y existe un embarcadero a la altura de la Calle 80.
El Río Salitre o Juan Amarillo nace en los cerros orientales de Bogotá, y discurre por el norte de la localidad fungiendo como límite con la localidad de Suba. No es navegable y recibe las aguas servidas del sistema de alcantarillado combinado del norte de la ciudad.

#### Canales
La localidad tiene varios canales de agua lluvia que desembocan en los ríos o humedales, hacen parte del sistema de alcantarillado pluvial de la ciudad. Ocasionalmente se contaminan al recibir aguas servidas del sistema combinado del oriente de Bogotá, o al recoger residuos de las calles.
Canales pluviales
- Sistema Río Salitre: Bolivia, Bonanza, Cortijo, Santa María del Lago.
- Sistema Humedal Jaboque: Carmelo, Los Ángeles, Marantá.
- Sistema Río Fucha: Boyacá.

Canales sanitarios
- PTAR Salitre

#### Humedales
La localidad posee tres humedales: Tibabuyes, Jaboque y Santa María del Lago. En ellos se almacenan las aguas lluvias y recargan los acuíferos de la ciudad, igualmente son el hábitat de varias especies de plantas y animales.

## Historia

### Época Precolombina y Conquista
El territorio de la actual localidad de Engativá estuvo habitado originalmente por el pueblo muisca. Según los cronistas, era una “ciudad rica y populosa en tiempos de los indios”, pero durante la conquista fue saqueada por Gonzalo Jiménez de Quesada. Como recompensa por sus servicios, la Corona otorgó estas tierras en encomienda a Diego Romero, quien fue el primer encomendero de Engativá y Unzipá. Romero murió en 1592 en Engativá, y la encomienda pasó a su sobrino, Diego Romero de Aguilar. 

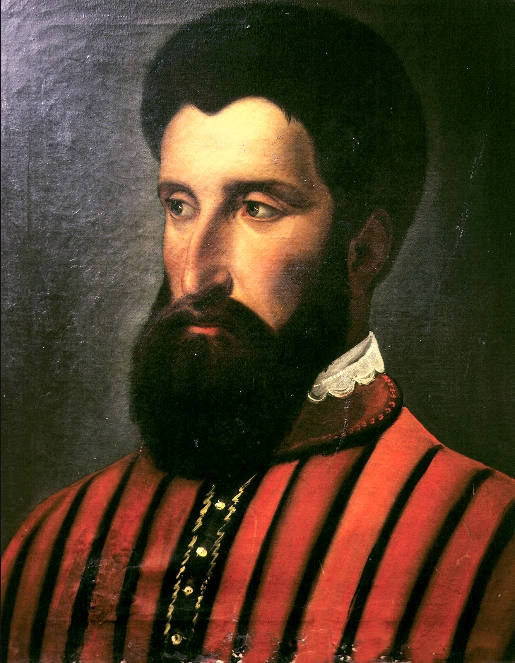
Gonzalo Jimenez de Quesada

Diego Romero de Aguilar no dejó descendencia masculina, por lo que la encomienda pasó a los descendientes de su hermana, Francisca Mendoza y Aguilar. Entre ellos se encontraba Diego Gutiérrez Pimentel, quien se convirtió en el siguiente encomendero, pero al igual que sus antecesores, tampoco tuvo hijos varones.
A falta de herederos directos, la encomienda pasó a Bárbara Pimentel, otra descendiente de Francisca, quien estaba casada con Francisco Velásquez. La pareja tuvo una hija, Margarita Velásquez, quien contrajo matrimonio con el médico portugués Mendo López del Campo, y juntos se trasladaron a vivir a Cartagena.
Tras la muerte prematura de Bárbara, su esposo Francisco Velásquez heredó la encomienda. Años después, Velásquez contrajo segundas nupcias con María Cerezo de Ortega, viuda del conquistador Juan de Olmos. A través de esta nueva unión, una parte de la encomienda, específicamente el pueblo de Sisativá, pasó a manos de la familia Olmos.
Para el año 1666, el territorio de Engativá ya estaba dividido en tres encomiendas, aunque el texto original no detalla sus nombres específicos.

### Época Colonial e Independencia
En 1571, las tierras de Engativá comenzaron a ser utilizadas para el abastecimiento de ceba y ganadería destinadas a Santa Fe, En 1638 Fue construida La Iglesia de Engativa y Más tarde fue Reconocida como parroquia por el papado del Papa Clemente XII, a partir de 1737, se Empezó a Considerar Lugar peregrinación el santuario de Nuestra Señora de los Dolores (Actualmente Demolido, hoy es el colegio Colegio General Santander, Sede Cardenal Luque).  
Con la Victoria de las fuerzas libertadoras, inició una época de profundos cambios. Los antiguos resguardos indígenas fueron disueltos y las tierras comenzaron a repartirse de manera individual. El 25 de septiembre de 1828, como parte de la Conspiración Septembrina, a las 00:00 la brigada de artillería se sublevó contra simón bolívar, pero fue derrotada por el batallón "vargas". 

### SigloXIX
con el fin de promover el mestizaje para el "mejoramiento" de la raza nativa, a la vez que se promovía la inmigración de extranjeros provenientes del Norte de Europa con el objetivo de imitar el modelo de los Estados Unidos. Esto se concretó en el artículo 4 de la Ley del 22 de junio de 1850, que instrumentó, dentro de un plan de desindigenización de la capital y sus alrededores, la disolución del resguardo de Engativá, la cual culminó en entre los años 1856 y 1858

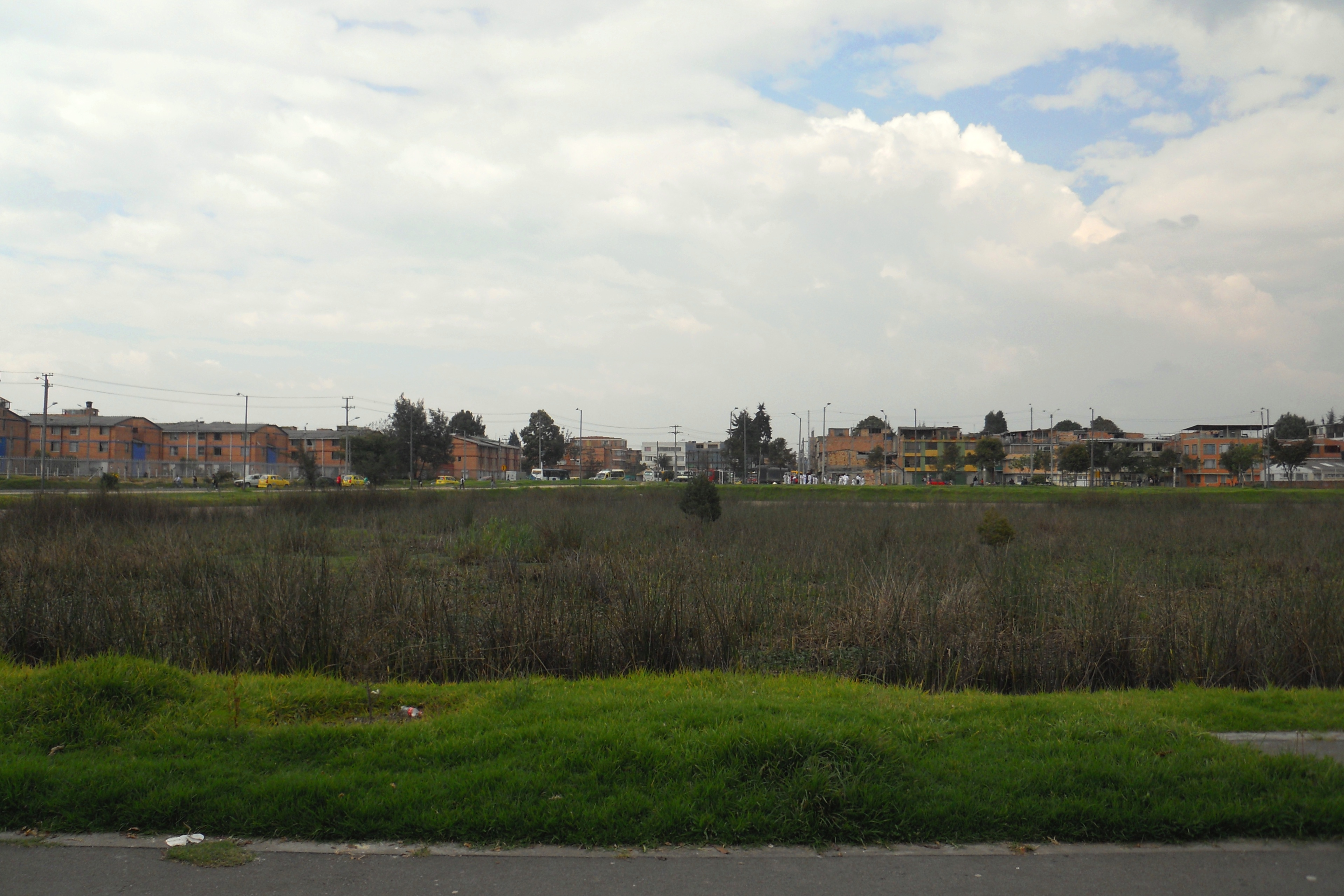
Humedal Del Jaboque

El 23 de Marzo de 1887, Rufino Gutiérrez Visto Engativá (En ese tiempo, Distrito de Engativá), Describía: "Cómo distrito y como parroquia es paupérrimo, a pesar de que en su territorio hay valiosas haciendas, que pertenecen casi todas a vecinos de la capital." Estaba compuesto por 4 veredas: Centro, Pueblo-viejo (que a pesar llamarse así, se desconoce el origen del nombre), La Guayana y la Maleza. La cabecera municipal es descrita como: "El poblado es un caserío tan miserable, que si no fuera por la iglesia dudaría uno de estar en la cabecera de una entidad que lleva el respetable nombre de Distrito", Aunque describen a los Engativeños como "Les vecinos son pacíficos y laboriosos". Estaba compuesto por 8 manzanas y 10 casas, 2 casas eran de teja. No contaban con un sistema de acueductos, la gente recogían agua del humedal Jaboque o el rio Funza. 
La iglesia no se encontraba en excelente condiciones y en ese tiempo, Fue Construida 1859 y Ya anterior iglesia fue destruida en el terremoto del 18 de noviembre de 1828 a las 6:04PM y el colegio estaba recién construido pero inactivo por falta de nombramiento de maestro. La  Casa cural poseía un diseño "moderno" pero todavía no se encontraba finalizada. el cementerio estaba hecha de tapia. la cual se encontraba a 100 metros de la plaza central, inaugurada en 1863 (antes era parte de la iglesia principal). La alcaldía Distrital se encontraba por pésima condiciones, compuesta por una pieza administrativa, Una mesa, Taburete y 2 urnas (que también era usadas como sillas, cuando no se celebraba) y un calabozo para los hombres, (las mujeres eran llevada a un vecino). Su Documentación era escasa y sin orden. 
La Administración Engativeña se Econtraba en un estado critico, Estaba compuesta por: El alcalde Leonidas Romero, un campesino que asistía ocasionalmente a la oficina distrital; Secretario Distrital, Pedro Pablo Trujacá con poca capacidad administrativa; Presidente del Concejo Municipal, No se llevaba ninguna documentación de las actas o acuerdos; Juez Municipal, no se presento en la visita y no se llevaba ninguna documentación. llegó a tal punto que Rufino Gutiérrez, solicito la eleminacion del distrito dicendo "Diga cualquiera si semejantes Distritos merecen serlo o si deberían ser eliminados y reducidos a barrios, como lo tenemos solicitado",Aproximadamente entre esos años se planto eucalipto, que se convirtio en un símbolo para la plaza fundacional de Engativá.

### SigloXX
El 17 de diciembre de 1954 mediante el Decreto Legislativo n.º 3640 Engativá se anexa al naciente Distrito Especial de Bogotá, su población no superaba los diez mil habitantes y se dedicaba a la agricultura y ganadería. El municipio estaba conformado por once veredas.Anexado al Distrito Especial en 1954, fue sólo después de 1969 que contó con servicio de agua domiciliaria y con centro de salud.

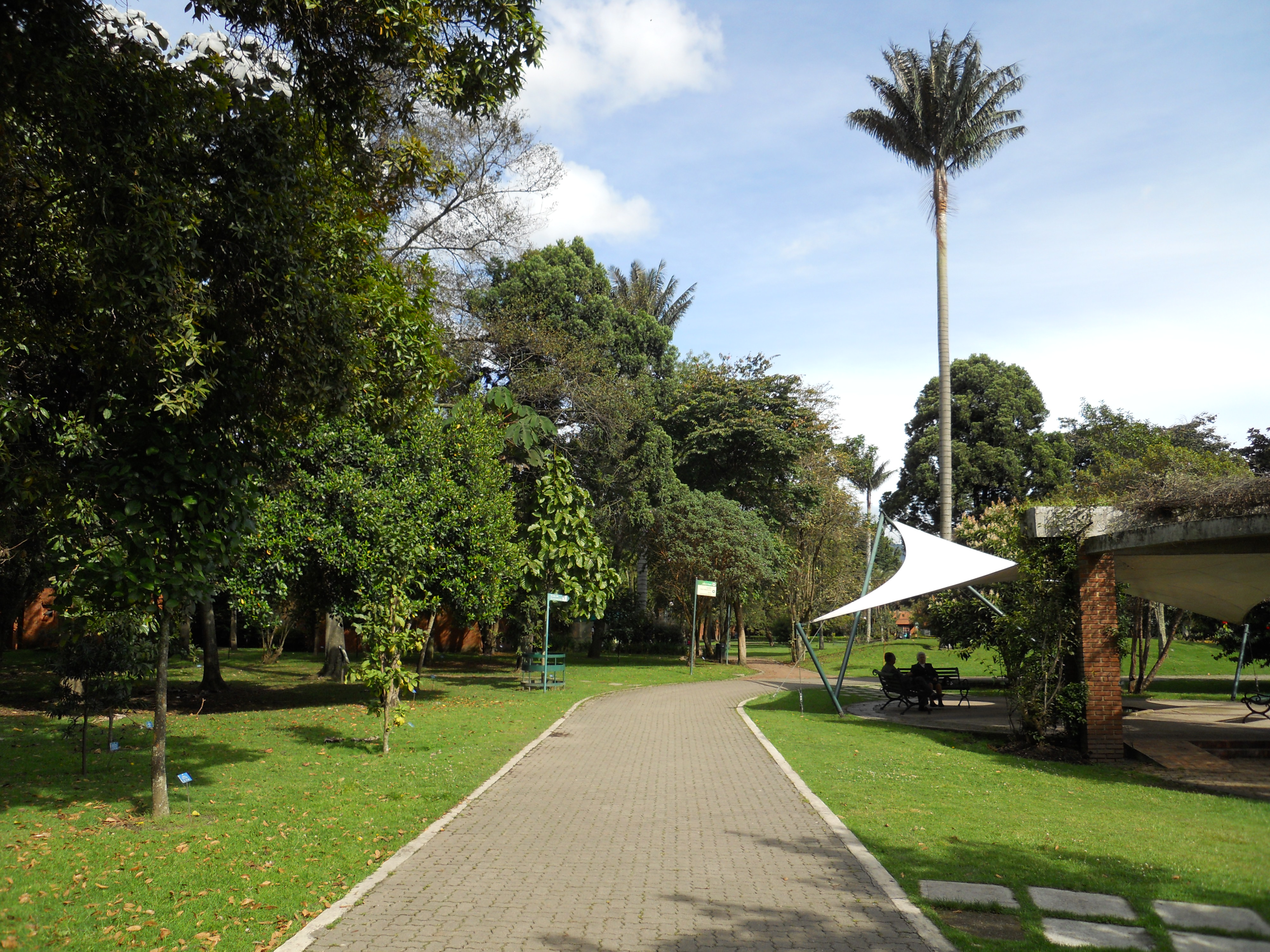
El Jardín Botánico José Celestino Mutis se encuentra ubicado en Engativá.

Para 1931 aparece el barrio París Gaitán, el barrio de Las Ferias inició su construcción en 1942, El Real es fundado en 1946, y a principios de los años 50 aparecen los barrios barrios Soledad-San José Norte, Santa María del Lago y Florencia Norte.

Antiguas Veredas de Engativá

En 1962, inicia la construcción del barrio Minuto de Dios por el padre Rafael García Herreros. Aparecen en esos años los barrios: Estradita-Ciudad de Honda (1959),Florida Blanca (1960), El Paseo (1961), Normandía (1961), La Consolación (1962), Tabora (1966),San Joaquín Norte (1968), San Marcos (1963), Aguas Claras (1963), Granjas-El Dorado (1964),  La Bonanza (1965) y La Clarita (1968).
Como proyectos del Instituto de Crédito Territorial para 1967 aparecen los barrios Garcés Navas y La Española, en 1970 Quirigua y La Serena. Aparecen en los mismos años los barrios: San Cayetano I y II (1971), Villa Luz (1972), Florida Blanca 2.º sector (1972),Tisquesusa (1973),Villa Gladys (1973), Ciudad Bolivia (1975) Urbanización La Isabela (1976),Molino de Viento (1976), en 1978 Ciudad Bachué y Santa Cecilia (1980). Para 1974 se empieza la adecuación del Parque La Florida en un principio administrado por la Lotería de Bogotá y en 1980 cedido al Distrito.

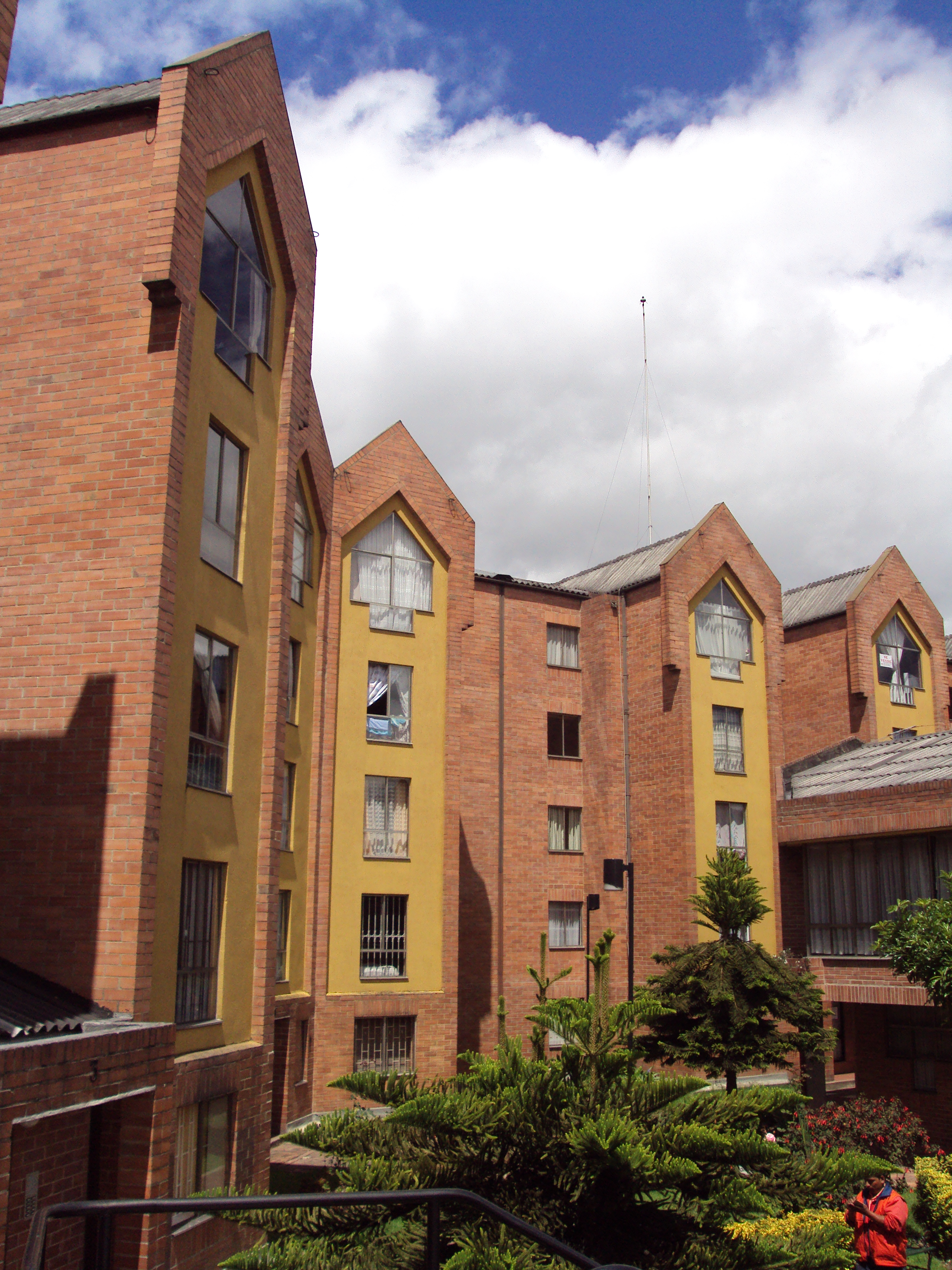
Complejo residencial de la Ciudadela Colsubsidio.

Mediante el acuerdo 8 de 1977, fueron fijados los límites de la localidad, conjuntamente con otras once; en 1992 se le da mayor soporte jurídico por parte del Concejo distrital que divide la ciudad en veinte localidades, con base en la ley 01 de 1992.
En 1983 nace el proyecto Ciudadela Colsubsidio, la Urbanización El Cortijo y el barrio Villas de Granada. Otros barrios de ese periodo fueron El Carmelo (1984),Protecho Villa Amalia (1985), Villas del Dorado San Antonio Segundo sector (1986), Plazuelas del Virrey (1987),Alameda (1989), Urbanización Villa Teresita (1990),El Mirador (1991),Villa Sagrario (1991),Las Palmeras (1992),Urbanización San Basilio (1993), San José Obrero de Engativá (1993), Villa Sandra (1994), Los Azafranes (1995),Villa Mary (1995),Urbanización El Verdún (1993), Urbanización Viña del Mar (1996). En 1997 es entregado el Parque San Andrés.

### SigloXXI
En la primera administración de Enrique Peñalosa, en el año 2000, se recuperó la malla vial, y se puso en funcionamiento el Portal 80 siendo la primera estación de cabecera del sistema TransMilenioy el 30 de junio de 2012, después de varios retrasos, es entregado el Portal Eldorado - Centro Comercial Nuestro Bogotá por la alcaldía de Gustavo Petro.
Para 2004 se inauguran el Hospital de Engativá y los Centros Comerciales Portal 80 y Unicentro de Occidente, en 2012 es abierto el Centro Comercial Titán Plaza.

## Política local
El gobierno local se compone de la Junta Administradora Local y el Alcalde local (designado mediante terna por el Alcalde Mayor). Al ser parte del Distrito Capital, todas las entidades y corporaciones de orden distrital tienen jurisdicción en la localidad. La alcaldía se encuentra ubicada en la Calle 71 No. 73A - 44.
| Partido            | Partido | Escaños |
| ------------------ | ------- | ------- |
|                    | AV      | 2/11    |
|                    | PH      | 2/11    |
|                    | NL/EM   | 2/11    |
|                    | PL      | 2/11    |
| Centro Democrático | CD      | 2/11    |
|                    | CR/M    | 1/11    |
|                    |         |         |

## Geografía humana

### Organización territorial
La localidad de Engativá está constituida en 2 Unidades de Planeamiento Local (UPL). A su vez, estas unidades están divididas en los siguientes 332 barrios.
| UPL                                                                                            | Código Postal                                                  | Extensión (km²) | Límites | Barrios |
| ---------------------------------------------------------------------------------------------- | -------------------------------------------------------------- | --------------- | --- | --- |
| Tabora                                                                                         | 111021 (al norte de AC 80) 111061                              | 4,73            | Norte: Río Salitre Oriente: Av. Congreso Eucarístico (AK 68) Sur: Av. José Celestino Mutis (AC 63) Occidente: Av. Boyacá (AK 72)                                                                         | Acapulco, Alejandría, Bellavista, Bellavista Occidental, Bonanza, Bosque Popular, Cataluña, Ciudad de Honda, El Dorado Norte, El Gualí, El Laurel, El Manantial, El Paseo, El Trébol, La Bonanza, La Cabaña, La Estrada, La Estradita, La Europa, La Marcela, La Reliquia, Las Ferias, Las Ferias Occidental, Las Galias, Los Almendros, Metrópolis, Mónaco, Palo Blanco, Salitre, San Joaquín, San Joaquín Norte, Santa Rosa, Santo Domingo. Total: 58 |
| Tabora                                                                                         | 111021                                                         | 3,73            | Norte: Río Salitre y Humedal Juan Amarillo-Tibabuyes Oriente: Av. Boyacá (AK 72) Sur: Autopista Medellín (AC 80) Occidente: Av. Longitudinal de Occidente (AK 96)                                        | Andalucía, Autopista Medellín, Ciudad Bachué (I y II), Bochica (I y II), Bodegones, Congreso Eucarístico, Copetroco La Tropical, El Portal del Río, La Catalina, La Española, La Esperanza, La Palma, La Primavera, La Serena, Las Carolinas, Las Galias, Las Palmas Norte, Lorena, Los Cerecitos, Los Cerezos, Los Lagos, Luis Carlos Galán, Minuto de Dios, Morisco, París Gaitán, Primavera, Quirigua, Rincón del Pinar, San Rafael, Santa Teresa, Sidauto, Terranova, Tisquesusa, Torres del Royal, Villa Carolina, Villa Cristina. Total: 47 |
| Tabora                                                                                         | 111051                                                         | 4,54            | Norte: Autopista Medellín (AC 80) Oriente: Av. Boyacá (AK 72) Sur: Canal de Los Ángeles y CL 66A Occidente: Av. Longitudinal de Occidente (AK 96)                                                        | Aguas Claras, Altos de Zarzamora, Boyacá, El Carmelo, El Carmen, El Refugio, Florencia, Florida Blanca, La Almería, La Clarita, La Florida, La Granja, La Salina, La Soledad Norte, Los Álamos-Carmelo, Los Girasoles, Los Pinos, Florencia, Maratú, París, Rincón de Zarzamora, San Cayetano, San Francisco, Santa Helenita, Santa María del Lago, Santa María I y II, Santa Rosita, Tabora, Torredón, Veracruz, Zarzamora. Total: 49 |
| Tabora                                                                                         | 111071                                                         | 3,09            | Norte: Canal de Los Ángeles - CL 66A - Av. José Celestino Mutis (AC 63) Oriente: Av. Boyacá (AK 72) y Av. Rojas (AK 70) Sur: CL 52A - DG 47 - Av. Eldorado (AC 26) Occidente: Av. Ciudad de Cali (AK 86) | Alameda, Álamos, Bosques de Normandía, Caracolí, Colseguros, Comfenalco, Covimac, El Encanto, El Luján, El Real, La Isabela, Los Azafranes, Los Monjes, Los Nogales, Normandía, Normandía IV, Normandía Occidental, Nueva Normandía, San Ignacio, San Marcos, Santa Cecilia, Torres del Diamante, Villa Luz. Total: 25 |
| Tabora                                                                                         | 111071                                                         | 1,62            | Norte: Av. José Celestino Mutis (AC 63) Oriente: Av. Congreso Eucarístico (AK 68) Sur: Av. Eldorado (AC 26) Occidente: Av. Rojas (AK 70)                                                                 | Caprecom, Jardín Botánico, Luis María Fernández. Total: 3 |
| Engativá                                                                                       | 111011                                                         |                 | Norte: Humedal Juan Amarillo-Tibabuyes Oriente: Av. Longitudinal de Occidente (AK 96) Sur: Autopista Medellín (AC 80) Occidente: Río Bogotá                                                              | Bochica (III y IV), Bochica Compartir, Bolivia Occidental, Bolivia Oriental, Ciudadela Colsubsidio, El Cortijo, El Dorado. Total: 7 |
| Engativá                                                                                       | 111031 (al occidente de Cr 114) 111041 (al occidente de Cr 96) | 5,55            | Norte: Autopista Medellín (AC 80) Oriente: Av. Longitudinal de Occidente (AK 96) Sur: Humedal Jaboque y Canal de Los Ángeles Occidente: Río Bogotá                                                       | Álamos, Álamos Nororiental, Álamos Norte, Super Audio, Altamira, Andalucía-Parques, Bolivia-Jaboque, Bosques de Granada, Bosques de Mariana, El Carmelo, El Cedro, El Dorado, El Dorado Industrial, El Gaco, El Mortiño, El Pedregal, El Porvenir, Engativá-El Dorado, Garcés Navas, Garcés Navas Oriental, Gran Granada, Gran Granada II, Granada Club, La Perla, La Rotana, Los Álamos II, Los Ángeles, Mirador de los Cerezos, Molinos de Viento, Parques de Granada, Playas del Jaboque, Plazuelas del Virrey, Portal de Alcalá, Portal de Granada, Rincón de Granada, San Basilio, San Ignacio, Santa Isabel, Tierragrata, Unir, Unir II, Villa Amalia, Villa Sagrario, Villas de Alcalá, Villas de Granada, Villas del Dorado, Villas del Madrigal. Total: 50                                                                          |
| Engativá                                                                                       | 111031 (al occidente de Cr 110) 111041 (al occidente de Cr 96) | 5,88            | Norte: Humedal Jaboque Oriente: Av. Ciudad de Cali (AK 86) Sur: CL 52A - DG 47 - Av. Eldorado (AC 26) Occidente: KR 105                                                                                  | Alameda, Avenida del Mirador, Bonaire, Centauros del Danubio, Ebenezer, El Cedro, El Gaco, El Mirador, El Muelle, El Palmar, El Pantano, El Pantano Rural, El Pantano-Marantá, El Triángulo, El Verdún, Engativá-Centro, Engativá-Lituania, Granjas El Dorado, Jaboque, Junca, La Agustina La Cabaña, La Esperanza, La Faena, La Manzana, La Paz, La Riviera, La Tortigua, Santa Lucía Norte, Las Mercedes, Las Palmas, Laureles II, Linterama, Los Laureles, Marandú, Muisca, Nuevo Milenio, Pirámide, Porvenir, Puerta del Sol, Sabanas del Dorado, San Antonio, San Jacinto, San José Obrero, San Luis, San Vicente, Santa Librada, Santa Lucía, Villa Claver I y II, Villa Constanza, Villas del Dorado Norte, Villa Gladys, Villa Hilda, Villa Mary, Villa Nohemí, Villa Sandra, Villa Teresita, Villa Viviana, Viña del Mar. Total: 73 |
| Tabora (mayor parte al este de la Carrera 96) Engativá (menor parte al oeste de la Carrera 96) | 111041 (al occidente de Cr 96) 111071                          | 2               | Norte: Canal de Los Ángeles - CL 52A - DG 47 Oriente: Av. Ciudad de Cali (AK 86) y KR 73A Sur: Av. José Celestino Mutis (AC 63) y Av. Eldorado (AC 26) Occidente: KR 105 y TV 93                         | Álamos, Álamos Industrial, Avianca, Camavieja, Ciudadela El Dorado, El Bogotano II, El Doradito, El Galeón, Industrial Parayas, Isabella II, Kalatea, Los Ángeles, Los Ángeles II, Parque Industrial Eldorado, Pinar de los Álamos, San Cayetano, San Ignacio-Los Álamos, San Juan, Santa Inés, Torrecampo. Total: 22 |
| Engativá                                                                                       | Engativá                                                       | 35,88           | 35,88 | 332 barrios |

### Comunicaciones

#### Vías principales
La localidad tiene buenas vías de acceso en gran parte de su extensión. Entre ellas se destacan:
| Avenida              | Trazado en la localidad                                                 | Ciclovías                                 |
| -------------------- | ----------------------------------------------------------------------- | ----------------------------------------- |
| Chile                | Desde Avenida 68 hasta la Carrera 111C                                  | No                                        |
| Boyacá               | Desde Avenida El Dorado (Normandia) hasta Río Salitre                   | Si                                        |
| Ciudad de Cali       | Desde Avenida El Dorado (Modelia) hasta Río Salitre (Club Los Lagartos) | Si                                        |
| José Celestino Mutis | Desde Avenida 68 (Instituto Técnico Caldas) hasta Transversal 123       | Si (desde Avenida 68 hasta Carrera 73Bis) |
| Avenida 68           | Desde Avenida El Dorado (Ciudad Salitre) hasta Calle 100                | No, incorporado para troncal TransMilenio |
| El Dorado            | Desde Avenida 68 hasta la Carrera 96                                    | Si                                        |
| Rojas (Constitución) | Desde Avenida El Dorado hasta Avenida 80                                | No                                        |
| Calle 53             | Desde Avenida Rojas hasta Carrera 85                                    | No                                        |
| Calle 80             | Desde Avenida 68 hasta Río Bogotá                                       | Si                                        |

#### Transporte público
Engativá se beneficia con el Sistema Transmilenio, por la avenida Calle 80 y la Avenida El Dorado . Además, cuenta con rutas de buses alimentadores que transportan a la población de los barrios al Portal de la 80 y al Portal del Dorado y a las estaciones: carrera 77, La Granja y avenida Ciudad de Cali. 
Otras vías importantes son: la calle 72, la avenida El Cortijo o carrera 114, la avenida Bolivia o avenida Carrera 104, la avenida José Celestino Mutis o avenida Calle 63, la avenida Morisca, la avenida Pablo VI o avenida Calle 53, la avenida La Constitución o avenida Rojas Pinilla, la avenida del Salitre y la avenida Cundinamarca.

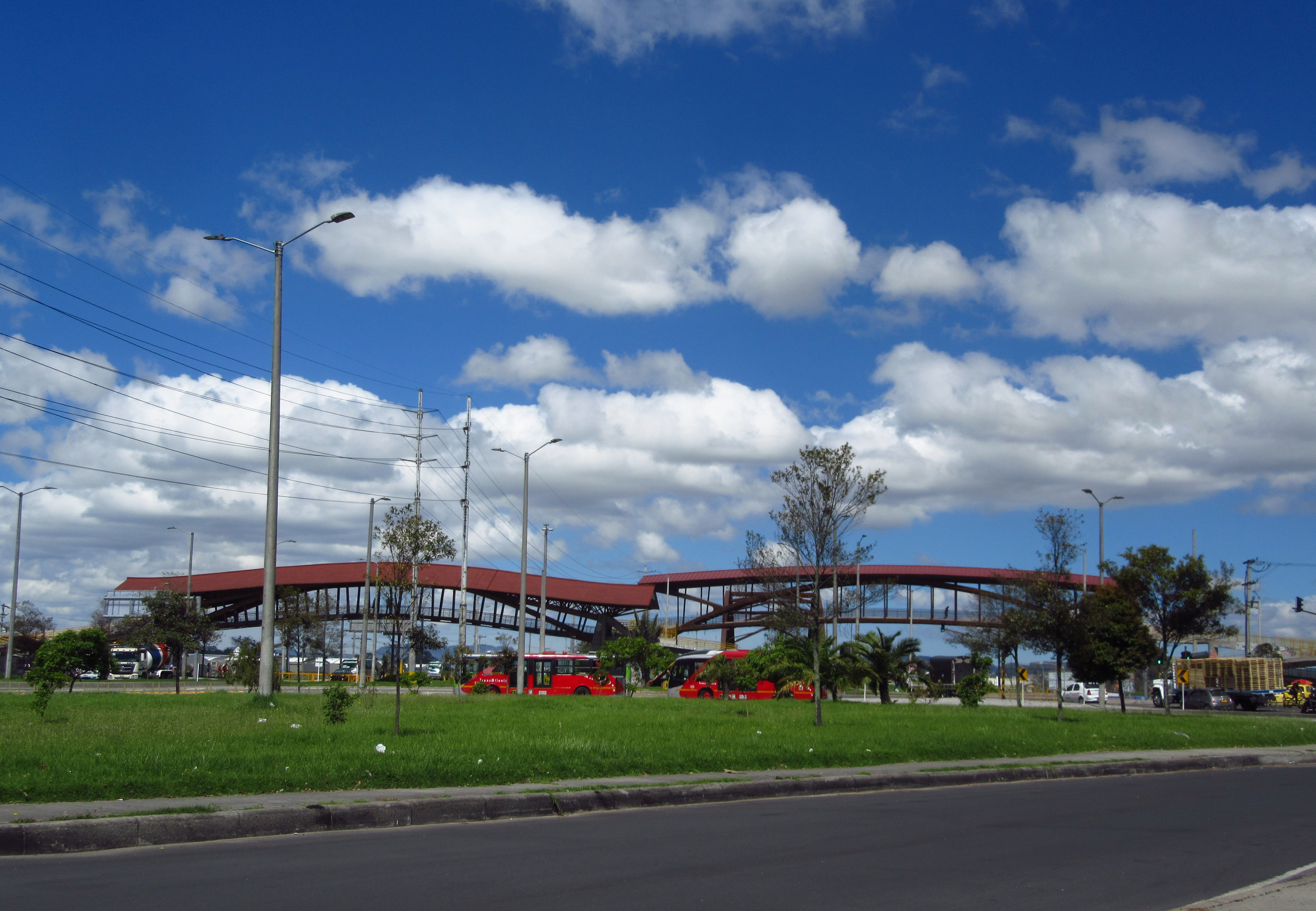
Bogotá Calle 80 Puente de Guadua

#### Modos activos
Las CicloRutas de la localidad de Engativá son las siguientes: la Alameda (Ronda del Río Salitre y el humedal Juan Amarillo), Calle 80, Calle 63, Calle 26, Avenida Cali, Avenida Boyacá, Carrera 68 y Carrera 118 bis.

Dentro de la localidad, se localizan las alamedas: sendero peatonal humedal Jaboque y el sendero peatonal Juan Amarillo.

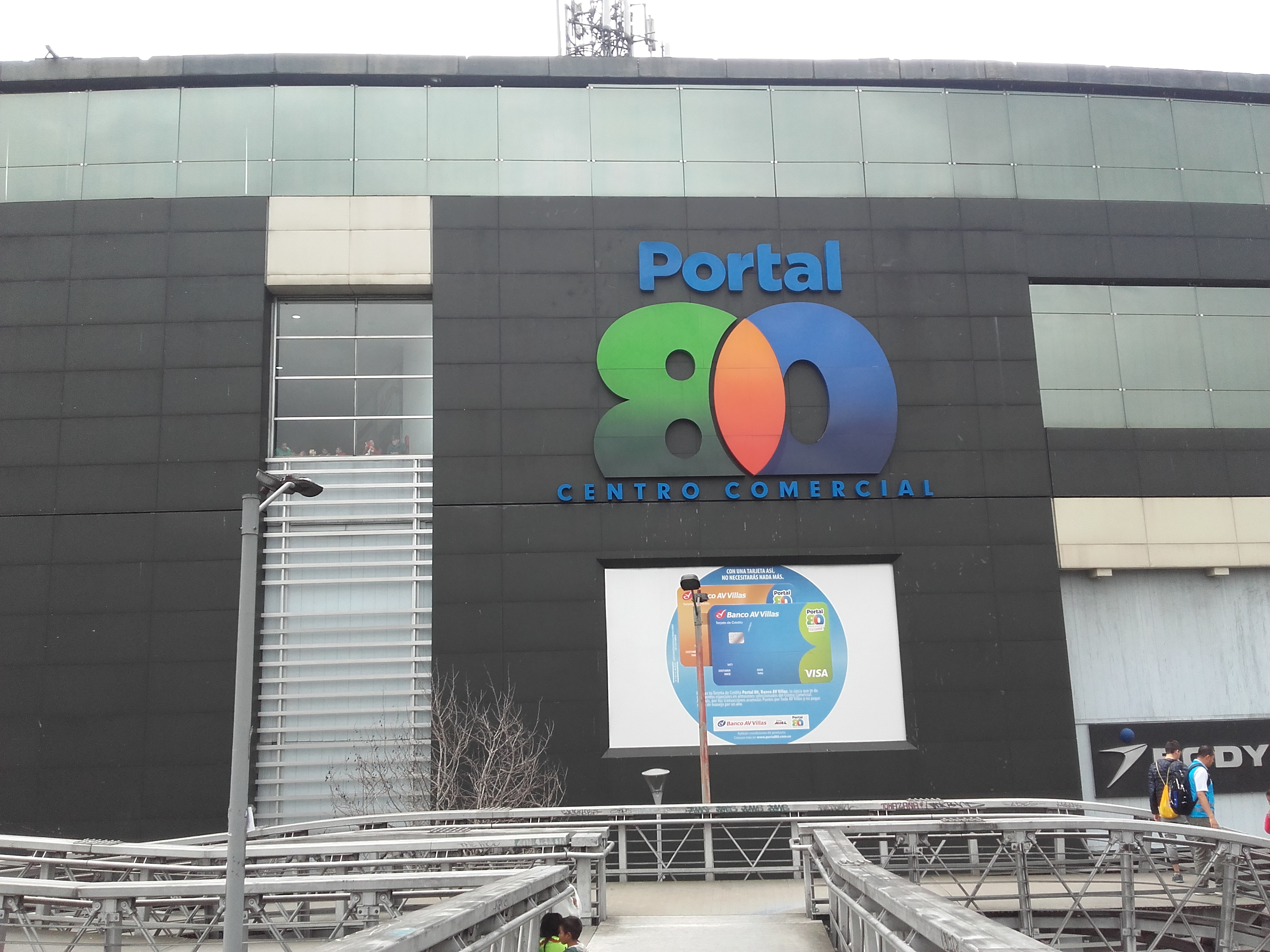
Centro Comercial Portal 80

## Economía
La economía de la localidad de Engativá en su mayoría corresponde a servicios y comercio, seguida en menor medida por la industria y la construcción.
La UPZ Las Ferias concentra la mayor cantidad de empresas de la localidad.
Por otra parte, cinco importantes centros comerciales se ubican en la localidad:
- Diverplaza Centro Comercial
- Unicentro de Occidente
- Centro Comercial Portal de la 80
- Centro Comercial Titán Plaza
- Nuestro Bogotá Centro Comercial

Plazas de Mercado de Quirigua, Las Ferias, Boyacá Real
También, sobre el eje vehicular de la Avenida El Dorado se encuentran varias industrias aledañas al Terminal Puente Aéreo, y asimismo la sede de los dos periódicos nacionales, El Tiempo y El Espectador.

## Servicios públicos
Educación

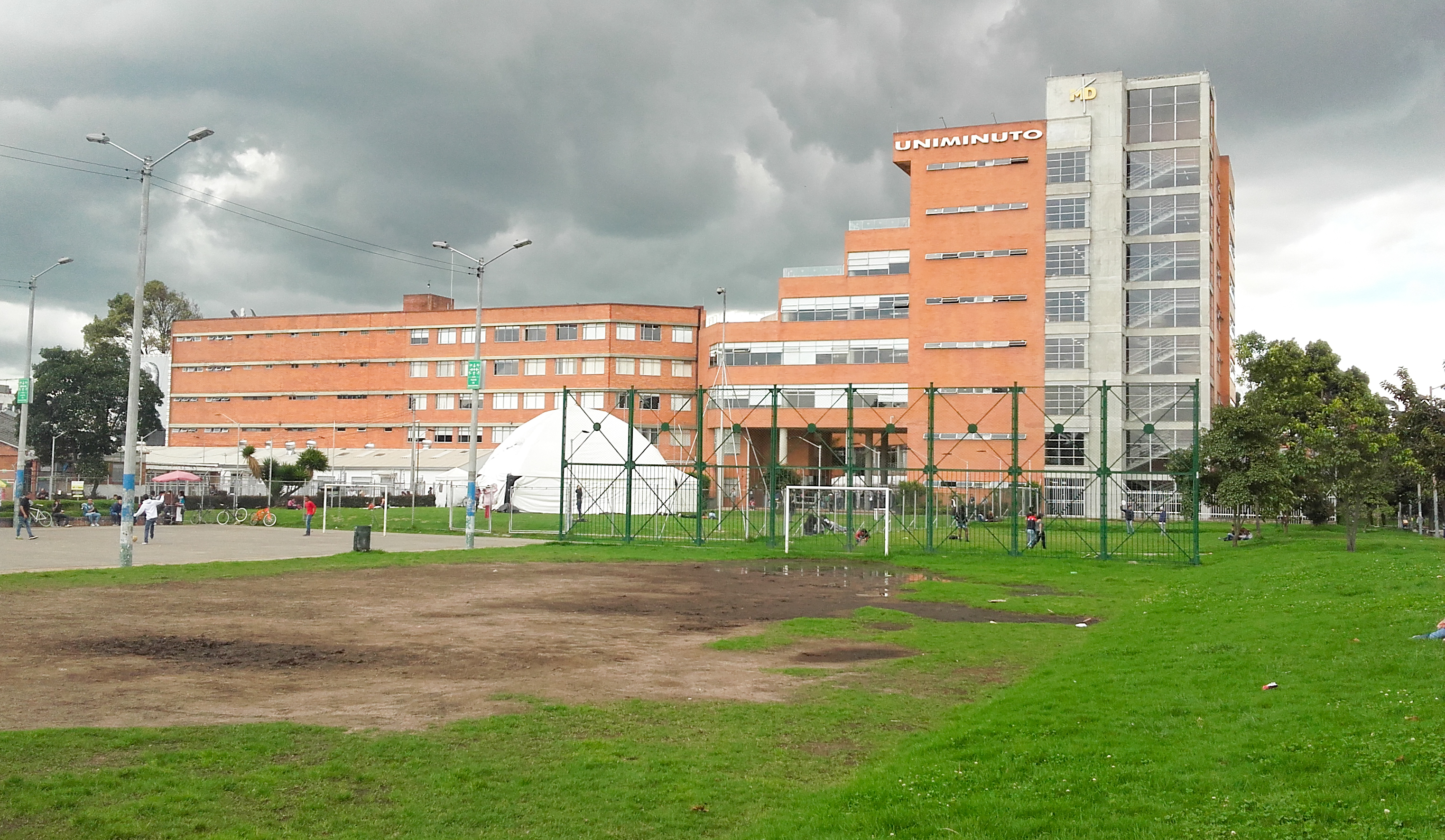
Universidad Minuto de Dios

- Engativá cuenta con 293 colegios[26] entre públicos y Privados.[27][28][29]
- Campus El Bosque Popular de la Universidad Libre
- Universidad Minuto de Dios
- Politécnico Internacional

Salud
Se encuentran 358 IPS privadas, y 8 IPS públicas (4 centros de atención primaria en salud CAPS y 4 Unidades de Servicios de salud USS) pertenecientes a la SUBRED INTEGRADA DE SERVICIOS DE SALUD NORTE E.S.E.
- CAPS Engativá Calle 80
- CAPS EMAUS
- CAPS Garcés Navas
- USS La Española
- USS Bachué
- USS Quirigua
- CAPS Boyacá Real
- USS Alamos

- Clínica infantil Santa María del Lago (Antes Clínica Partenón)

Seguridad
- Estación de Bomberos Garcés Navas
- Estación de Policía Engativá[31] y  doce Centros de Atención Inmediata (CAI).

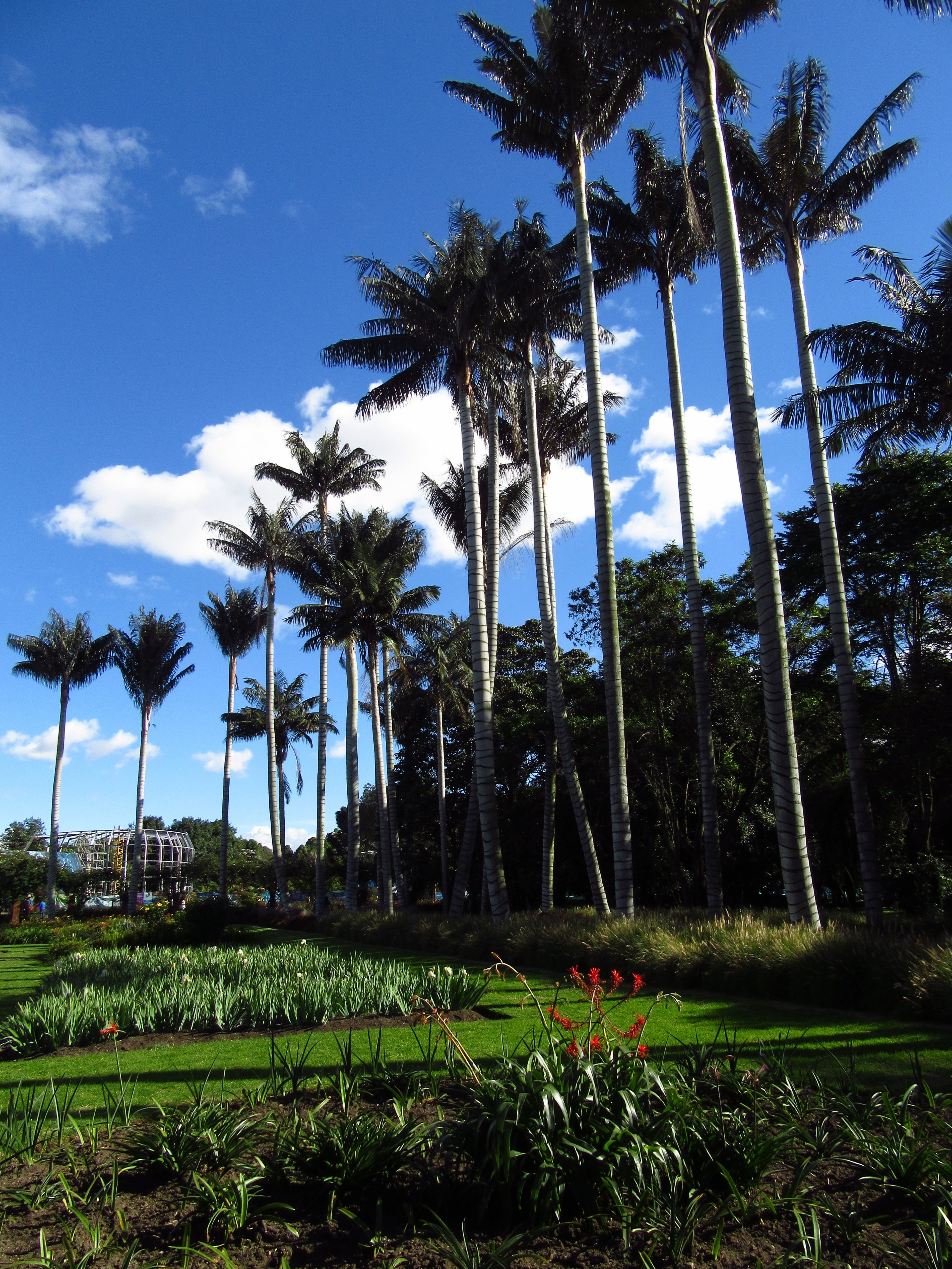
Jardín Botánico de Bogotá.

## Cultura
- Jardín Botánico de Bogotá José Celestino Mutis
- Museo de Arte Contemporáneo
- Teatro Minuto de Dios
- Centro de Cultura, Arte y Tradiciones - UNIMINUTO
- Biblioteca Colegio Ciudadela Colsubsidio
- Biblioteca Pública Las Ferias[32][33]
- Biblioteca Comunitaria La Alameda[34]
- BibloEstación Portal El Dorado[35][36]
- Centro cultural y artístico Compensar

### Organizaciones culturales y comunitarias
- Memoria, Identidad Y Territorio: Colectivo de investigación y difusión de la historia de Engativá.[37]
- LA RAÍZ: Colectivo deportivo, ambiental, artístico y pedagógico de autogestión de derechos en el territorio que busca formar de liderazgos para la transformación social.[38]
- ARTIVA Red Artística y Cultural de Engativá: Organización que agrupa distintos colectivos artísticos y culturales de la localidad.[39]
- Asociación de Juntas Comunales ASOJUNTAS Engativá Organización comunitaria de segundo grado, que representa a 184 organizaciones de base.[40]

- Colectivo Caicas: Es una apuesta comunitaria que tiene como objetivo principal el conocimiento y defensa de la riqueza biológica y arqueológica del humedal Jaboque.[41]
- Colectivo Engativá Digna: Es una organización juvenil que promueve la integración social y la participación política de la juventud mediante actividades educativas, culturales y artísticas.
- Engativá Cultiva: Es una organización comunitaria y barrial que promueve la agricultura urbana y autosostenible, la educación ambiental y la protección de los ecosistemas nativos de la localidad.
- Parkour Engativá: Es un proyecto social que promueve la creación de vínculos comunitarios entre la juventud de la localidad por medio del deporte y el conocimiento del medio ambiente.
- Casa de Juventud Yngativá - Aldea de Pensadores: Es un espacio que promueve la educación y la participación social y política de los jóvenes. Se encuentra ubicada en el barrio La Florida.
- Mesa de Artistas Plásticos de Engativá Artistas que participan en la creación de propuestas que intervienen en problemáticas, sociales, políticas, académicas y de otros campos a nivel local, pedagogía para que la ciudadanía se integre al control ciudadano, también participa en la reconstrucción de la memoria local y la resignificación de espacios.[42]

### Festividades
- Festival Rock X - Engativá

### Medios de comunicación
- Periódico Engativá Cómo Vamos
- Emisora Virtual "Estación Radial La 10 "

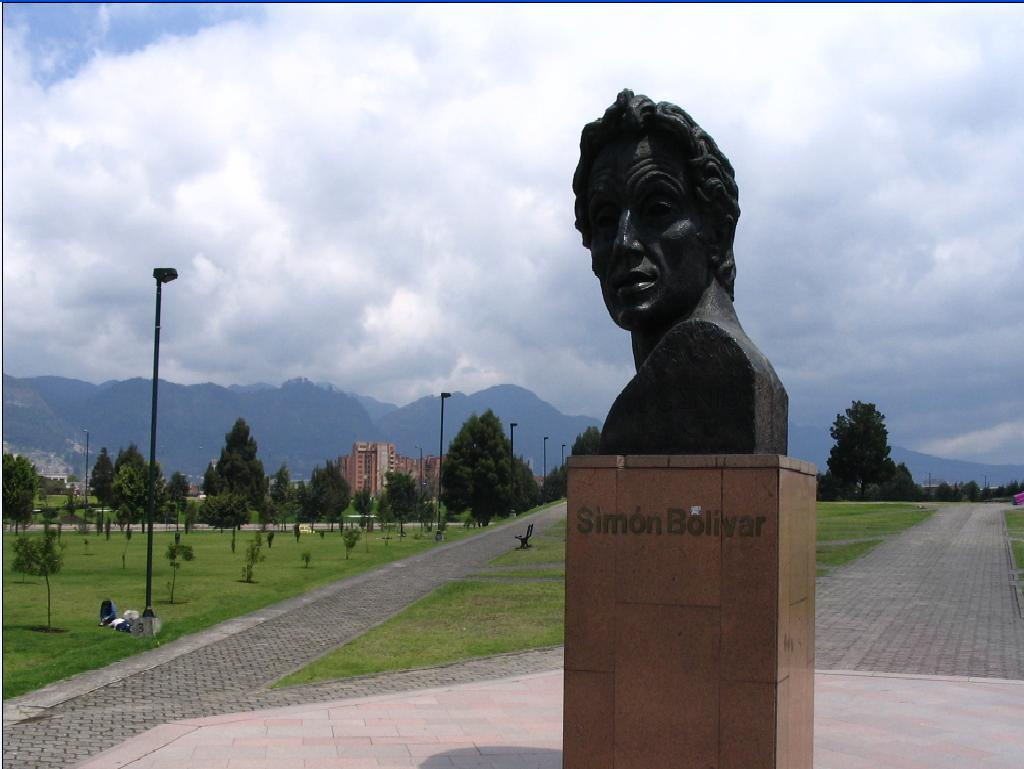
Busto del Libertador en el Parque Metropolitano Simón Bolívar.

## Deporte
La Localidad de Engativá cuenta con aproximadamente 1065 parques entre ellos parques Metropolitanos, Zonales, Regionales y de bolsillo.
- Parque San Andrés
- Parque La Florida
- Parque La Serena
- Parque  Estadio Tabora
- Parque El Carmelo
- Parque Villas de Granada
- Parque Villa luz
- Coliseo El Salitre
- Unidades Deportivas El Salitre y Compensar

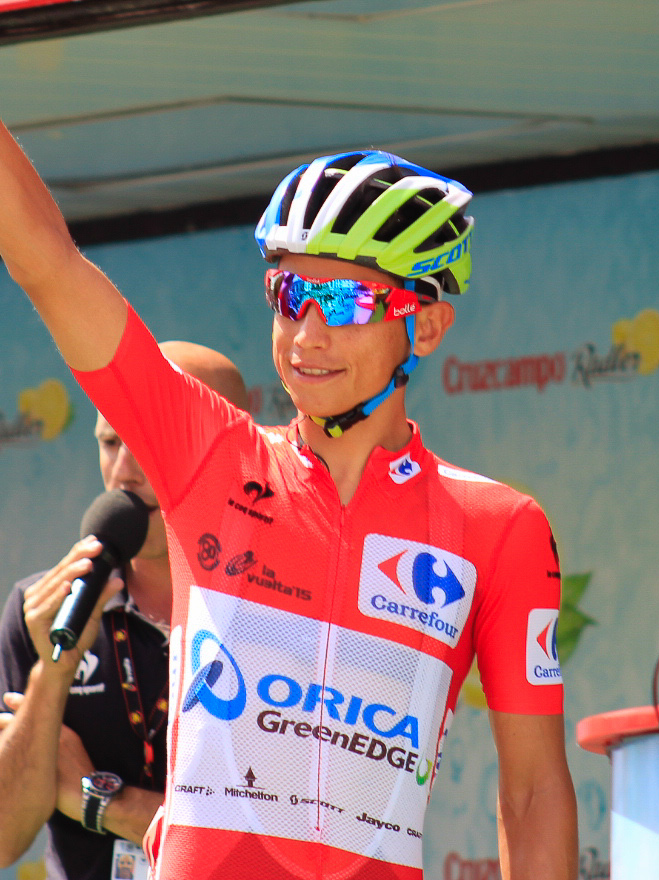
Esteban Chaves.

### Deportistas destacados
- Esteban Chaves «El Chavito», ciclista
- Juan Daniel Roa, futbolista
- Nicolás Roa, futbolista
- Santiago Roa, futbolista
- Carlos Mosquera, futbolista
- Jerson Malagón, futbolista